# En sjöman går iland
En sjöman går iland är en svensk komedifilm från 1937 i regi av Ragnar Arvedson.

## Handling
Transoceans rederi är i ekonomisk knipa. Ett konkurrerande rederi tar alltid ut en något mindre summa för frakterna. Kapten Rundholm har förstått att det är någon på hans fartyg som avslöjar affärshemligheterna. Förste styrman Axel Nord skickas iland med ett brev som skall lämnas till kaptenens systerdotter. Andre styrman Holmén är märkbart intresserad av detta brev.

## Om filmen
Filmen hade premiär den 15 november 1937 på biograferna Astoria och Plaza i Stockholm. Den har visats vid ett flertal tillfällen på TV3.

## Rollista (i urval)
- Adolf Jahr – förste styrman Axel Nord
- Carl Barcklind – kapten Rundholm
- Sigge Fürst – andre styrman Holmén
- Manne Grünberger – Mörtvig Karlsson, mässpojke
- Birgit Rosengren – Ingrid Bille, Rundholms systerdotter
- Ruth Stevens – Nelly
- Ragnar Widestedt – skeppsmäklare Bergman
- Åke Söderblom – herr Wilhelm, expedit
- Eleonor de Floer – Greta
- Gillis Blom – hennes man, barberare
- Helge Mauritz – Smockander, Bergmans kumpan
- Gösta Cederlund – generalkonsul Manning, chef på Rederi AB Transocean
- Arthur Natorp – kamrer på AB Transocean
- Arne Lindblad – källarmästare
- Ruth Weijden – Ingrids mor
- Margit Andelius – fröken Grüning på skeppsmäklarkontoret[4]